# حسین‌آباد کرد
حسین‌آباد کرد، روستایی از توابع بخش مرکزی شهرستان آبیک در استان قزوین ایران است.

## جمعیت
این روستا در دهستان زیاران قرار دارد و براساس سرشماری مرکز آمار ایران در سال ۱۳۹۵، جمعیت آن ۳۶۲ نفر (۱۱۳ خانوار) بوده‌است.